# Adinandra magniflora
Adinandra magniflora är en tvåhjärtbladig växtart som beskrevs av Clarence Emmeren Kobuski. Adinandra magniflora ingår i släktet Adinandra och familjen Pentaphylacaceae. Inga underarter finns listade i Catalogue of Life.